# Samiska journalistpriset
Samiska journalistpriset är ett pris som delas ut till produktioner som gjorts av de samiska redaktionerna på Sveriges Television, Sveriges Radio, finska YLE eller norska NRK. Priset instiftades 2009 med en ursprunglig prissumma på 30 000 norska kronor.

## Pristagare
- 2009 - Mariela och Samuel Idivuoma för Nya vädrets offer[1]
- 2010 - Ellif Aslaksen[2]
- 2011 -
- 2012 - Henrik Burman för Sápmi Sessions[3]
- 2013 - Roger Mandal för sin dokumentär Gollegiisá[4]
- 2014 - Thomas Sarri för avslöjande av makten[4]
- 2015 - Ellif Aslaksen för sin granskning av renantalen bland renägare i Finnmark[5]